# Miomantini
Miomantini — триба богомолів, єдина триба підродини Miomantinae родини Miomantidae. Містить 6 родів, поширених у Афротропічному біогеографічному регіоні:
- Taumantis Giglio-Tos, 1917
- Parasphendale Schulthess, 1898
- Cilnia Stål, 1876
- Paracilnia Werner, 1909
- Neocilnia Beier, 1930
- Miomantis Saussure, 1870

Протягом XX століття до триби відносили такі роди:
- Arria Stal, 1877 — перенесено до родини Haaniidae
- Sphodropoda Giglio-Tos, 1917, Trachymantis Giglio-Tos, 1917 і Zopheromantis Tindale, 1924 — перенесено до триби Archimantini у родині богомолові

## Галерея

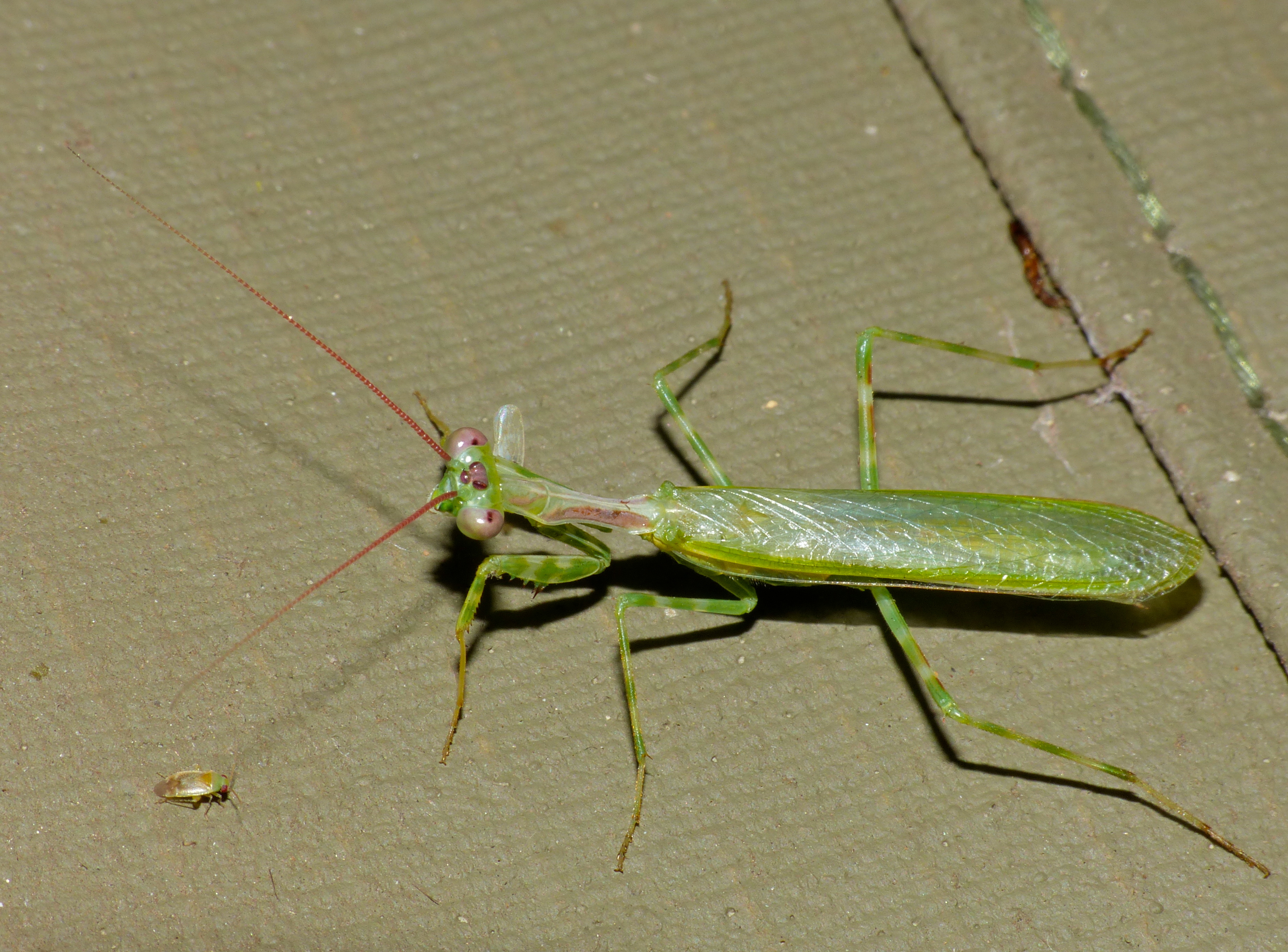
Miomantis binotata, Південноафриканська Республіка
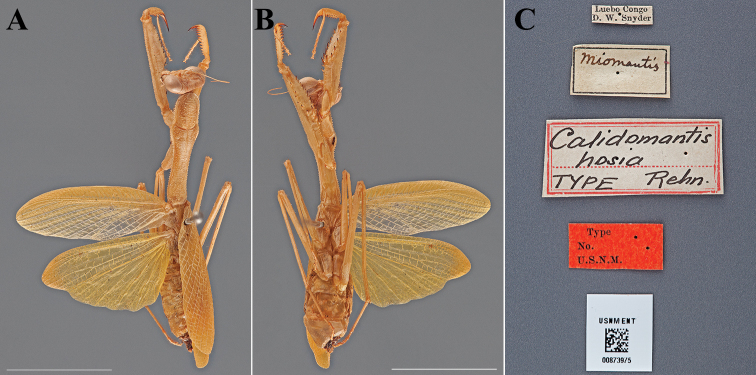
Miomantis brunni, Демократична Республіка Конго
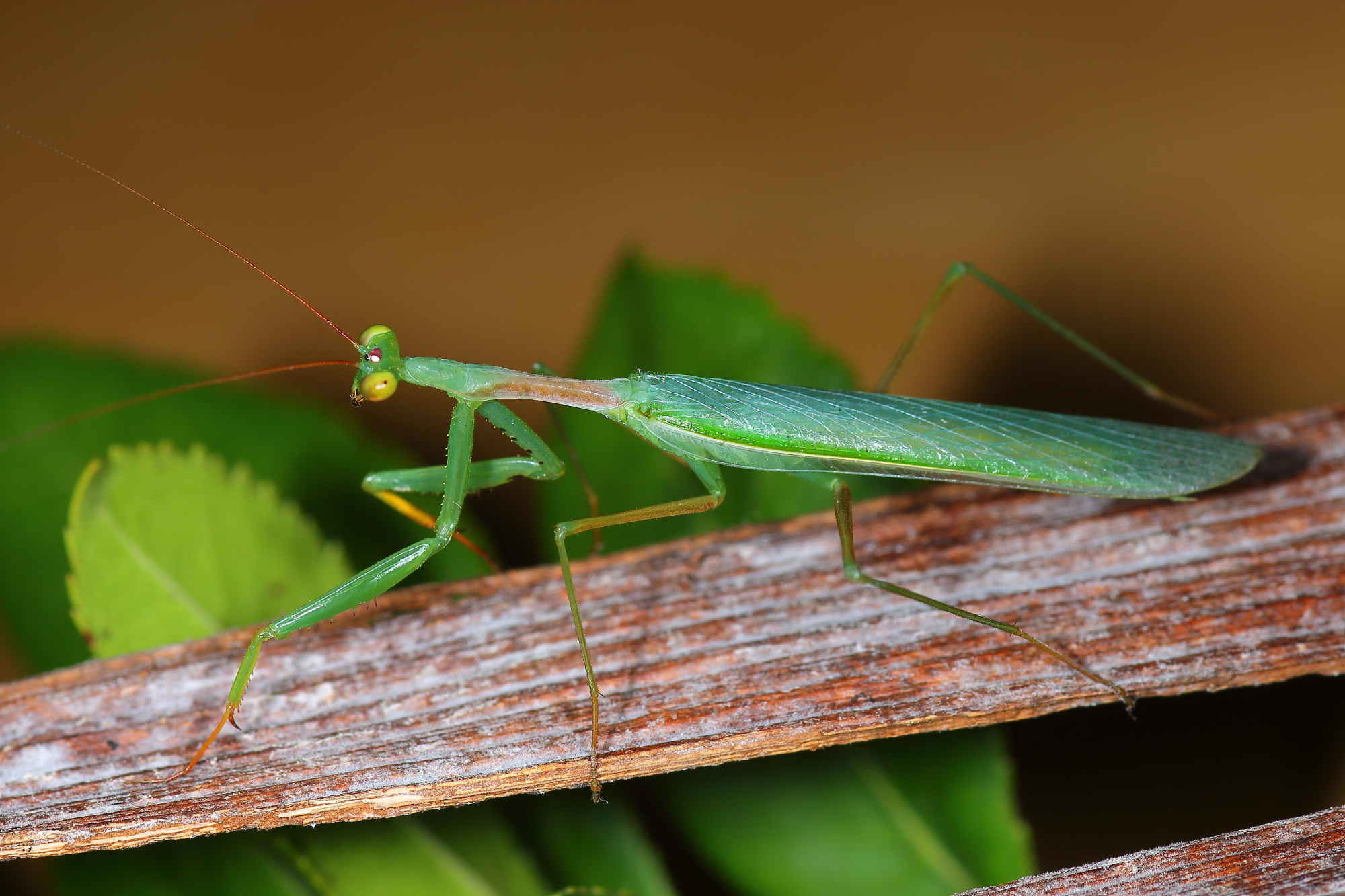
Miomantis caffra, Португалія
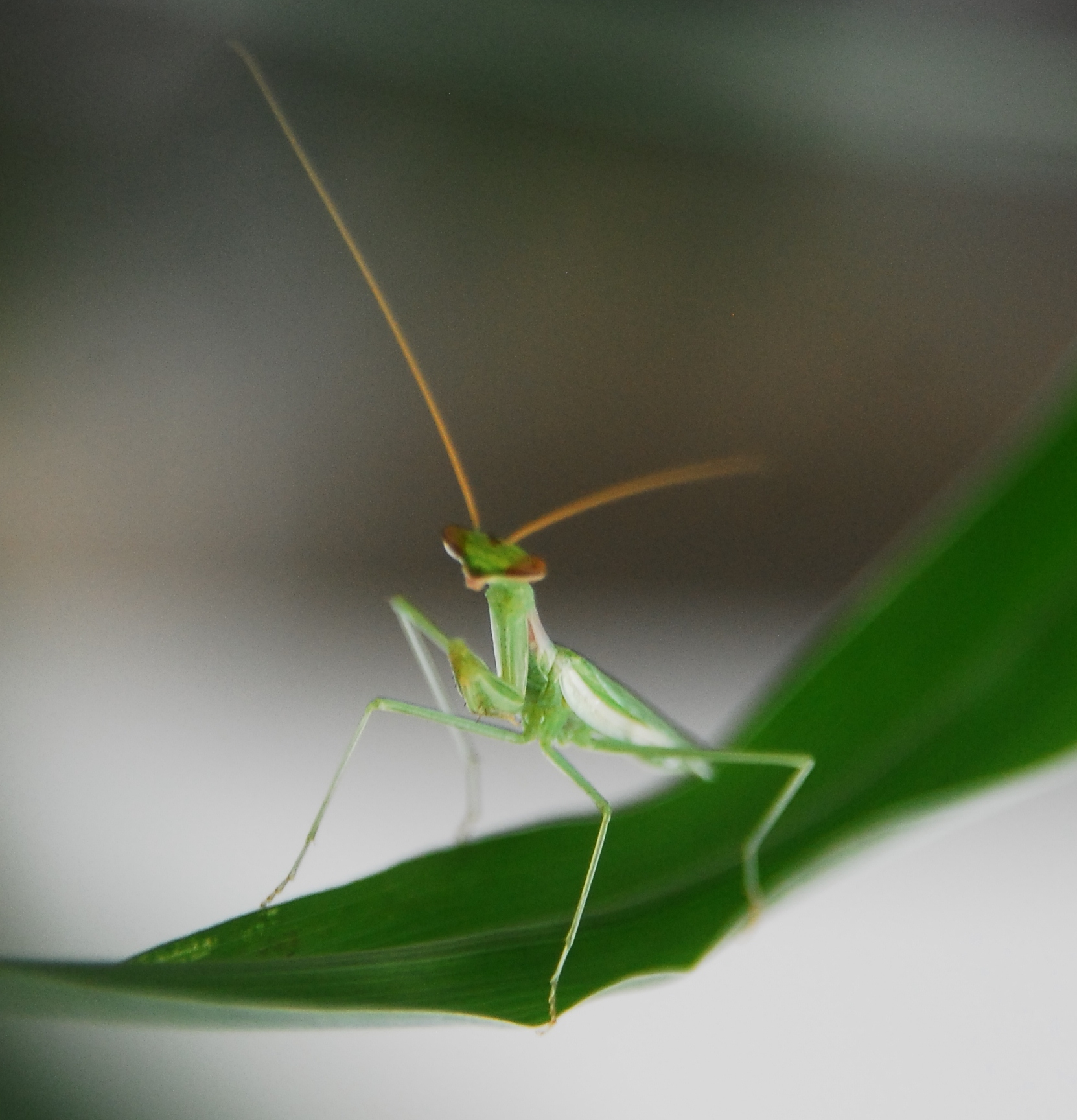
Miomantis paykullii, Ізраїль
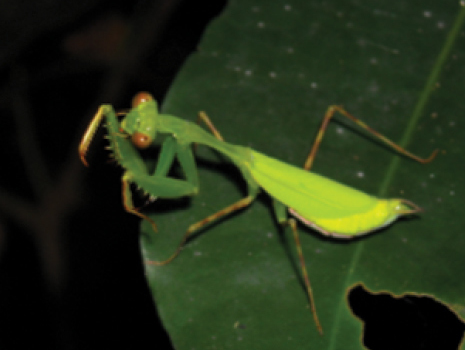
Miomantis preussi, Центральноафриканська Республіка